# Діброва Ф. І. Дубковецького
Діброва Ф. І. Дубкове́цького — заповідне урочище місцевого значення. Об'єкт розташований на території Тальнівського району Черкаської області, околиця міста Тальне, Потаське лісництво.
Площа — 30,4 га, статус отриманий 13 травня 1975 року.